# Czeski Związek Piłki Siatkowej
Czeski Związek Piłki Siatkowej (cz. Český volejbalový svaz, ČVS) – ogólnokrajowy związek sportowy, mający status stowarzyszenie na mocy czeskiego kodeksu cywilnego, działający na terenie Republiki Czeskiej, posiadający osobowość prawną, będący jedynym prawnym reprezentantem czeskiej siatkówki halowej i plażowej (zarówno mężczyzn, jak i kobiet we wszystkich kategoriach wiekowych) w kraju i za granicą.
ČVS zajmuje się rozwojem, a także propagowaniem siatkówki w Czechach, organizuje rozgrywki ligowe oraz pucharowe w kraju. Odpowiada za funkcjonowanie wszystkich reprezentacji.

## Prezesi
| Nr | Prezes                                                                          | Kadencja                                                                        | Uwagi                                                                           |
| Czechosłowacki Związek Piłki Siatkowej (Československý volleyballový svaz, ČVS)                               | Czechosłowacki Związek Piłki Siatkowej (Československý volleyballový svaz, ČVS) | Czechosłowacki Związek Piłki Siatkowej (Československý volleyballový svaz, ČVS) | Czechosłowacki Związek Piłki Siatkowej (Československý volleyballový svaz, ČVS) |
| --- | ------------------------------------------------------------------------------- | ------------------------------------------------------------------------------- | ------------------------------------------------------------------------------- |
| 1 | Josef Antonín First                                                             | 1923-1925                                                                       |                                                                                 |
| Czechosłowacki Związek Piłki Siatkowej i Koszykówki (Československý volleyballový a basketballový svaz, ČVBS) |                                                                                 |                                                                                 |                                                                                 |
| 2 | František Smotlacha                                                             | 1925-1936                                                                       |                                                                                 |
| 3 | Alexandr Plecitý                                                                | 1936-1939                                                                       |                                                                                 |
| 4 | František M. Marek                                                              | 1939-1944                                                                       |                                                                                 |
| 5 | Rudolf Palivec                                                                  | 1944-1945                                                                       |                                                                                 |
| 6 | Václav Jeřábek                                                                  | 1945-1946                                                                       |                                                                                 |
| Czechosłowacki Związek Piłki Siatkowej (Československý volleyballový svaz, ČVS)                               |                                                                                 |                                                                                 |                                                                                 |
| 7 | Jiří Havel                                                                      | 1946-1949                                                                       |                                                                                 |
| Sekcja Piłki Siatkowej ČOS (Ústředí odbíjené ČOS)                                                             |                                                                                 |                                                                                 |                                                                                 |
| 8 | Jaroslav Kozel                                                                  | 1949-1952                                                                       |                                                                                 |
| Sekcja Piłki Siatkowej ÚV ČSTV (Ústřední sekce odbíjené ÚV ČSTV)                                              |                                                                                 |                                                                                 |                                                                                 |
| 9 | Otakar Koutský                                                                  | 1952-1957                                                                       |                                                                                 |
| 10 | Jan Hejduk                                                                      | 1957-1964                                                                       |                                                                                 |
| 11 | Karel Červinka                                                                  | 1964-1968                                                                       |                                                                                 |
| 12 | Jaroslav Vévoda                                                                 | 1968-1970                                                                       | na poziomie federalnym                                                          |
| – | Jan Báča                                                                        | 1969-1977                                                                       | prezes Czeskiego Związku Piłki Siatkowej (Český volejbalový svaz)               |
| 13 | Otakar Koutský                                                                  | 1970-1972                                                                       | na poziomie federalnym                                                          |
| 14 | Otakar Beran                                                                    | 1972-1979                                                                       | na poziomie federalnym                                                          |
| 15 | Dušan Prieložný                                                                 | 1979-1983                                                                       | na poziomie federalnym                                                          |
| – | Miloslav Humhal                                                                 | 1977-1979                                                                       | przewodniczący sekcji piłki siatkowej Českého ÚV ČSTV                           |
| – | Vladimír Vyoral                                                                 | 1981-1982                                                                       | przewodniczący sekcji piłki siatkowej Českého ÚV ČSTV                           |
| 16 | František Pěnkava                                                               | 1983-1989                                                                       | na poziomie federalnym                                                          |
| – | Anton Šveda                                                                     | 1982-1993                                                                       | prezes Czeskiego Związku Piłki Siatkowej (Český volejbalový svaz)               |
| 17 | Roman Leszczynski                                                               | 1989-1990                                                                       | na poziomie federalnym                                                          |
| Czesko-Słowacka Federacja Piłki Siatkowej (Česká a Slovenská federace volejbalu, ČSFV)                        |                                                                                 |                                                                                 |                                                                                 |
| 18 | Jan Hronek                                                                      | 1990-1993                                                                       |                                                                                 |
| Czeski Związek Piłki Siatkowej (Český volejbalový svaz, ČVS)                                                  |                                                                                 |                                                                                 |                                                                                 |
| 19 | Pavel Kučera                                                                    | 1993-2005                                                                       |                                                                                 |
| 20 | Antonín Lébl                                                                    | 2005-2010                                                                       |                                                                                 |
| 21 | Zdeněk Haník                                                                    | 2010-2017                                                                       |                                                                                 |
| 22 | Marek Pakosta                                                                   | 2017-                                                                           |                                                                                 |